# Nedjma Djouad
Nedjma Djouad, née le 24 janvier 1991, est une escrimeuse algérienne.

## Carrière
Nedjma Djouad est médaillée d'argent en sabre par équipes aux Championnats d'Afrique d'escrime 2015 au Caire. Aux Championnats d'Afrique d'escrime 2016 à Alger, elle est médaillée de bronze en épée individuelle ainsi qu'en épée par équipes.